# Psapharochrus ramirezi
Psapharochrus ramirezi là một loài bọ cánh cứng trong họ Cerambycidae.